# Villameriel
Villameriel ist ein Ort und eine nordspanische Gemeinde (municipio) mit 105 Einwohnern (Stand: 2024) in der Provinz Palencia der Autonomen Gemeinschaft Kastilien-León. Neben dem Hauptort Villameriel besteht die Gemeinde aus den Weilern Cembrero, Santa Cruz del Monte, Villorquite de Herrera und San Martín del Monte.

## Lage und Klima
Villameriel liegt in der altkastilischen Meseta in einer Höhe von ca. 905 m. Die Provinzhauptstadt Palencia befindet sich gut 58 km (Fahrtstrecke) südlich. Das Klima im Winter ist kühl, im Sommer dagegen trotz der Höhenlage gemäßigt bis warm; Niederschläge (ca. 618 mm/Jahr) fallen überwiegend im Winterhalbjahr.

## Bevölkerungsentwicklung
| Jahr      | 1970 | 1981 | 1991 | 2001 | 2011 | 2021 |
| Einwohner | 373  | 231  | 191  | 158  | 128  | 108  |

## Sehenswürdigkeiten
- Martinskirche in San Martín del Monte
- Rochuskapelle in San Martín del Monte
- Christuskapelle in San Martín del Monte

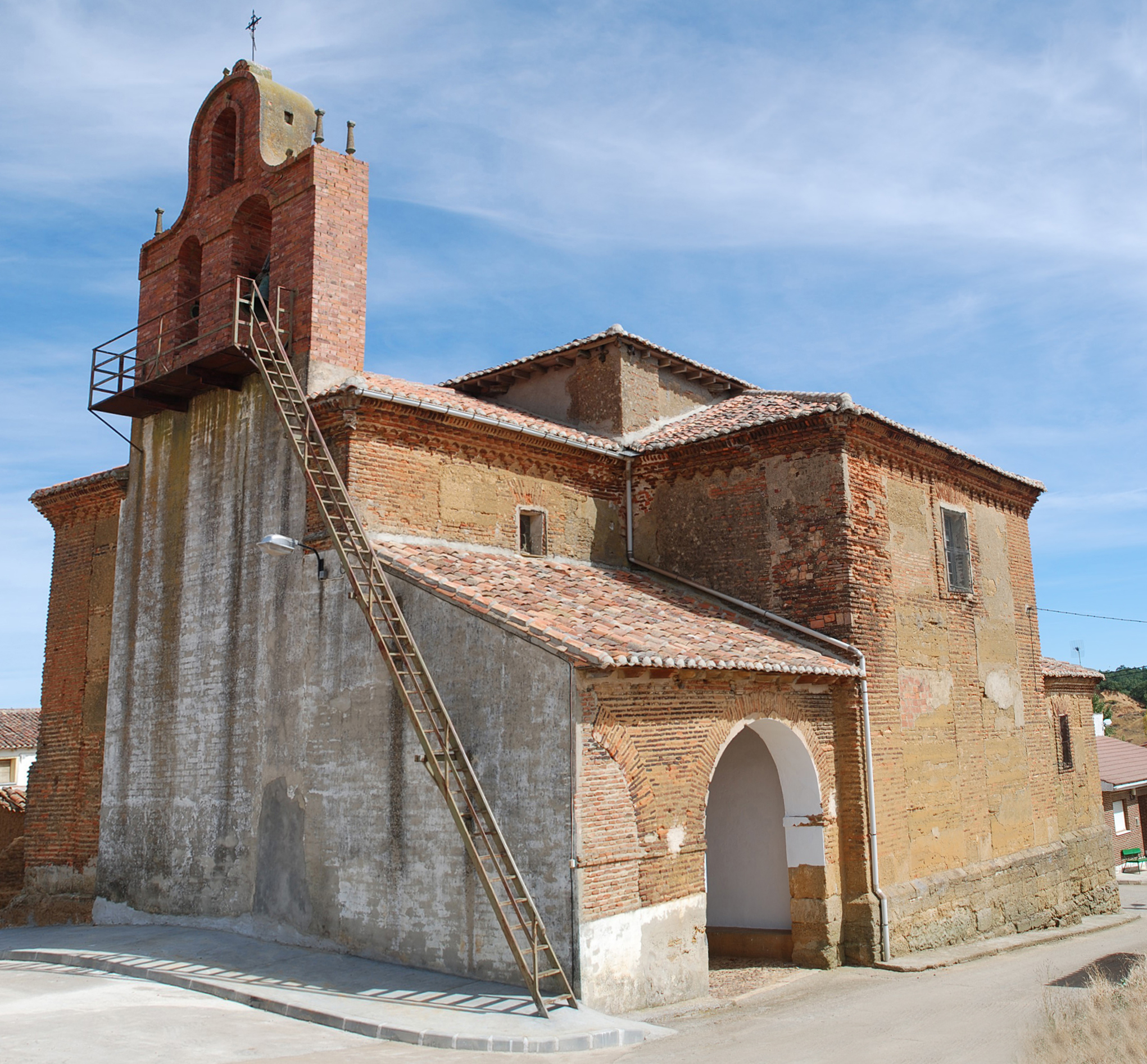
Martinskirche
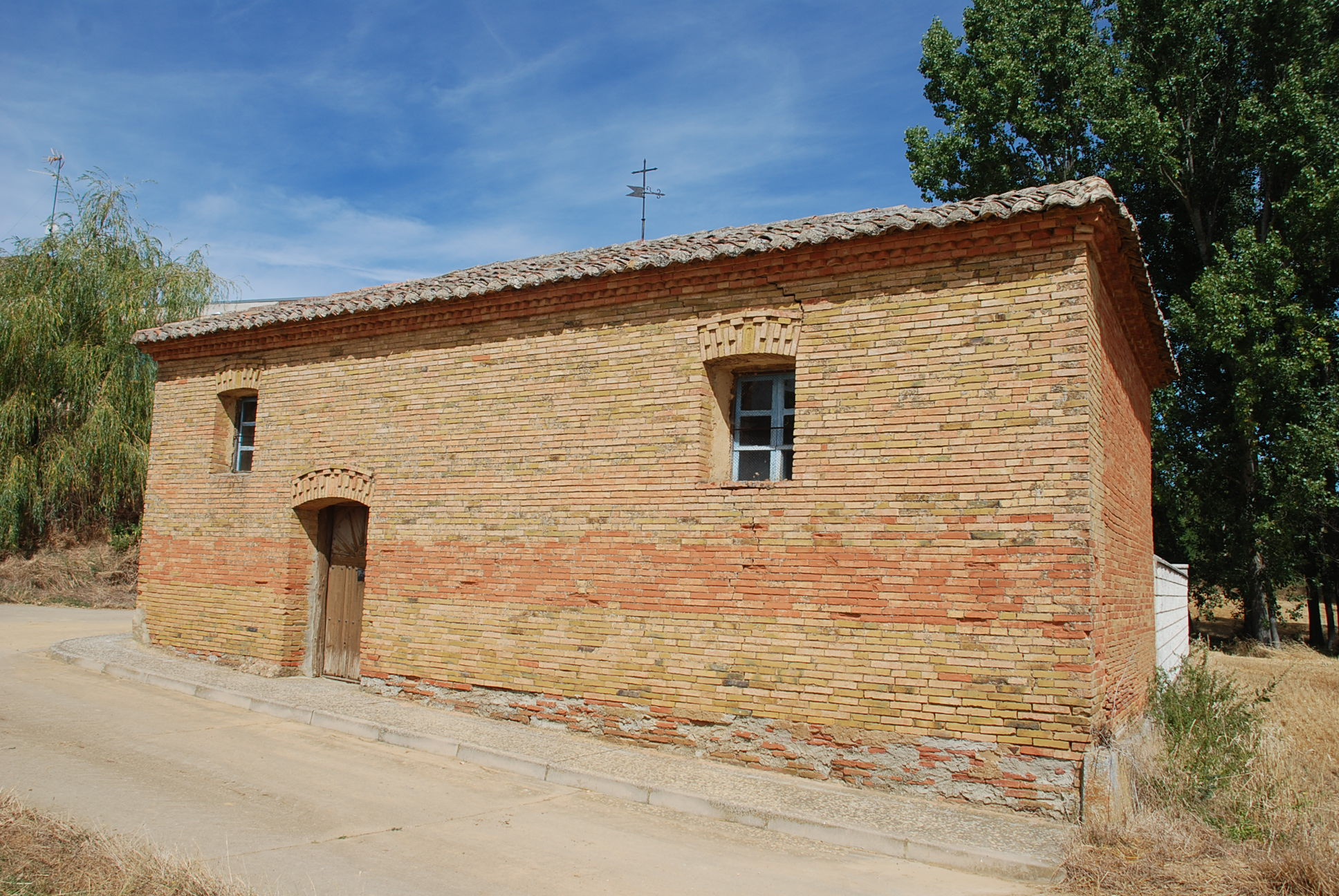
Rochuskapelle
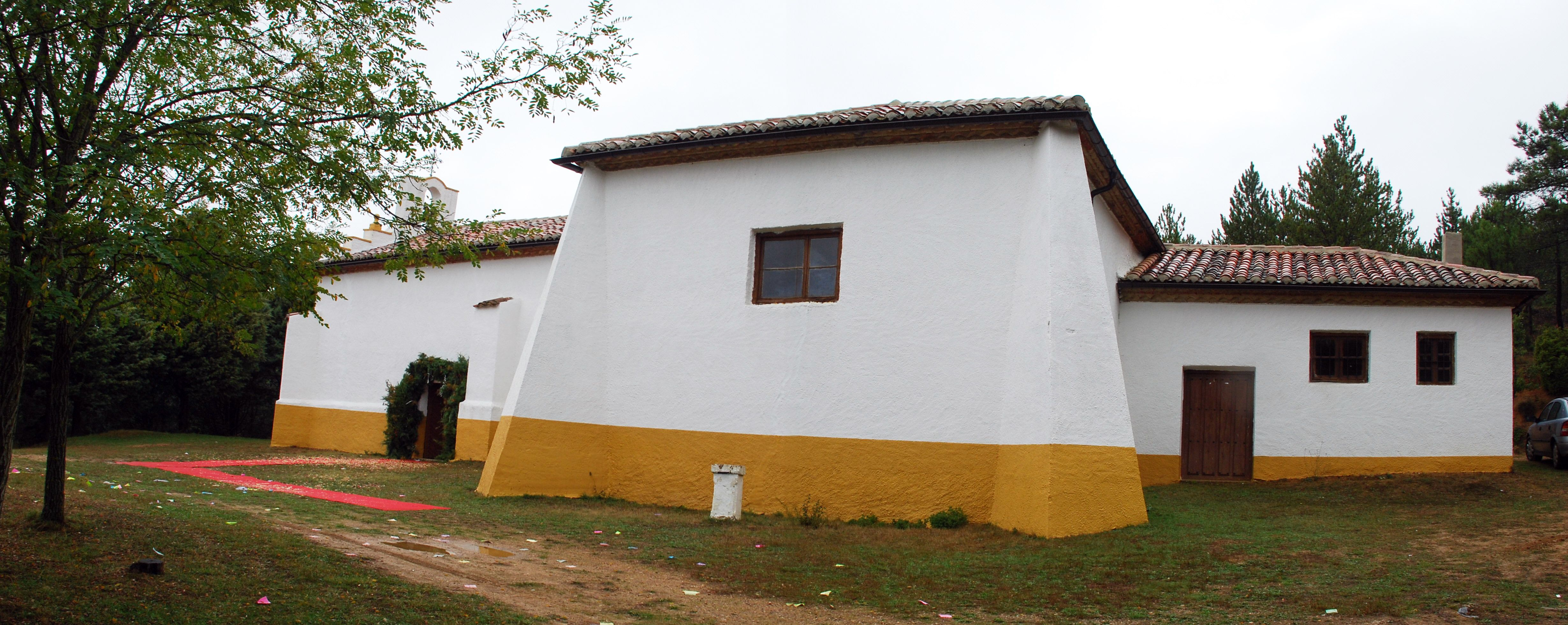
Christuskapelle